# Karl Strømme
Karl Tomas Bergh Strømme (* 26. Februar 1976 in Bergen) ist ein norwegischer Jazzmusiker (Trompete, Flügelhorn, Trumpetizer, Komposition).

## Leben und Wirken
Strømme begann in seiner Jugend Trompete zu spielen; er studierte an der Norwegischen Musikakademie in Oslo und am Rytmisk Musikkonservatorium in Kopenhagen; er nahm Unterricht bei Arve Henriksen, Jon Eberson und Flemming Agerskov.
Strømme trat 1999 auf Alben von Edvard Bredok und der Sandvika Storband in Erscheinung; auch tourte er als Mitglied des European Union Jazz Youth Orchestra. 2004 erhielt er den Léonie Sonning Talentpris. Er war auch an Projekten mit Jono El Grande, La Mascara Snake, Richard Nygaard und anderen beteiligt. 2009 gründete Strømme mit dem Pianisten Steinar Nickelsen und dem Schlagzeuger Johan Nylander das Trio Corrupted Mirror. Er hat auch Alben als Mitglied der experimentellen Gruppe Peloton aufgenommen, vor allem 2007 Selected Recordings und 2011 The Early Years.
2019 veröffentlichte Strømme sein Debütalbum Dynalyd mit seinem Quintett aus Hallvard Godal (Saxophon), Per Arne Ferner (Gitarre), Trygve Waldemar Fiske (Bass) und Per Oddvar Johansen (Schlagzeug). Dort setzte er gelegentlich auch den von ihm selbst entwickelten Trumpetizer ein; durch dessen synthetische Dopplung der Trompetenstimme gewann „der Sound an Breite und Dichte und zusätzlicher Klangfarbe“. 2022 folgte im Trio mit dem Gitarristen Per Arne Ferner und dem Bassisten Gard Kronborg das Album Song Dust bei NXN Recordings.
Strømme unterrichtet an der Norwegischen Musikakademie.